# أسماك مرلينية
الأسماك المرلينية أو أسماك خيل البحر (الاسم العلمي: Istiophoridae) هي فصيلة من الأسماك تتبع رتبة الفرخيات من طائفة الأسماك العظمية. المرلين اسم لمجموعة من أسماك الصيد الضَّخمة التي تعيش في المحيطات. وهي تنتمي لأسماك الرمح والأسماك الشراعية. ومعظم أسماك المرلين تزن الواحدة منها من 20 إلى 180كغم، ولكن قد يصل الوزن إلى أكثر من ذلك. وكانت أضخم سمكة تم صيدها هي سمكة المرلين المحيط الزرقاء، حيث بلغ وزنها 708كغم. السمكة المرلين لها رمح مدبب يصل طوله إلى 60سم. وزعنفتها الظهريَّة تشبه المنجل، وذيلها على شكل الهلال. وتعيش أسماك المرلين البيضاء في المحيط الأطلسي، بينما تعيش أسماك المرلين المخططة في المحيط الهادئ. وتعيش أسماك المرلين السَّوداء والزرقاء في المحيط الأطلسي والمحيط الهادئ. وكثيرًا ما تقفز أسماك المرلين عاليًا في الجو للتباهي أمام أسماك المرلين الأخرى.
يصل وزن أسماك المرلي ما بين 20 كغ إلى 800 كغ، وتعتبر أسماك المرلين الزرقاء المحيطية هي الأضخم ب818 كغ وطول 5.968 م وتليها سمكة المرلين السوداء ب670 كغ و5 أمتار. وتعتبر أسماك المرلين أسماك رياضية بسبب سرعتها الفائقة.

## الاستهلاك
- في عام 2010، لقد أضافت منظمة السلام الأخضر الدولية المرلين المخططة، المرلين البيضاء والمرلين الزرقاء المحيطية، المرلين السوداء، والمرلين الزرقاء للمحيطين الهادي والهندي في القائمة الحمراء.

## قائمة الأجناس
- مرلين أسود
  - مرلين أسود هندي
- مرلين أزرق
  - مرلين أزرق هندي-باسيفيكي
  - مرلين أزرق أطلسي
- مرلين شراعي
  - مرلين شراعي أطلسي
  - مرلين شراعي هندي-باسيفيكي
- مرلين كاجيكي
  - مرلين كاجيكي أطلسي
  - مرلين كاجيكي مخطط
- مرلين سيفي
  - مرلين سيفي قصير المنقار
  - مرلين سيفي متوسطي
  - مرلين سيفي دائري الحراشف
  - مرلين سيفي طويل المنقار